# Indian Open (snooker)
Idian Open je profesionální bodovaný turnaj ve snookeru. Úřadujícím šampiónem je Ding Junhui.

## Historie
Tato akce byla zavedena v sezóně 2013/2014 a jedná se o vůbec první bodovaný turnaj konající se v Indii. První závod se konal 14. až 18. října 2013 v New Delhi. Smluvně je turnaj zajištěn do roku 2015 včetně.

## Vítězové
| Rok  | Vítěz          | Poražený       | Skóre | Sezóna  |
| ---- | -------------- | -------------- | ----- | ------- |
| 2013 | Ding Junhui    | Aditya Mehta   | 5–0   | 2013/14 |
| 2014 | neznámá vlajka | neznámá vlajka |       | 2014/15 |